# Diogenidae
Famille
Les Diogenidae sont une famille de bernard l'ermite nommée en l'honneur de Diogène de Sinope. Ils ont pour caractéristique d'avoir une pince gauche généralement plus grosse que la droite, ce qui les différencie des Paguridae.

## Liste des genres
| Selon World Register of Marine Species (11 avril 2014) : - genre Allodardanus Haig & Provenzano, 1965 - genre Aniculus Dana, 1852 - genre Areopaguristes Rahayu & McLaughlin, 2010 - genre Bathynarius Forest, 1989 - genre Calcinus Dana, 1851 - genre Cancellus H. Milne Edwards, 1836 - genre Ciliopagurus Forest, 1995 - genre Clibanarius Dana, 1852 - genre Dardanus Paul'son, 1875 - genre Diogenes Dana, 1851 - genre Isocheles Stimpson, 1858 - genre Loxopagurus Forest, 1964 - genre Paguristes Dana, 1851 - genre Paguropsis Henderson, 1888 - genre Petrochirus Stimpson, 1858 - genre Pseudopaguristes McLaughlin, 2002 - genre Pseudopagurus Forest, 1952 - genre Strigopagurus Forest, 1995 - genre Tetralobistes Ayon-Parente & Hendrickx, 2010 - genre Tisea Forest & Morgan, 1991 - genre Trizopagurus Forest, 1952 | Selon ITIS (11 avril 2014) : - genre Aniculus Dana, 1852 - genre Calcinus Dana, 1851 - genre Cancellus H. Milne-Edwards, 1836 - genre Ciliopagurus Forest, 1995 - genre Clibanarius Dana, 1852 - genre Dardanus Paulson, 1875 - genre Isocheles Stimpson, 1858 - genre Paguristes Dana, 1852 - genre Paguropsis Henderson, 1888 - genre Petrochirus Stimpson, 1858 - genre Trizopagurus Forest, 1952 |

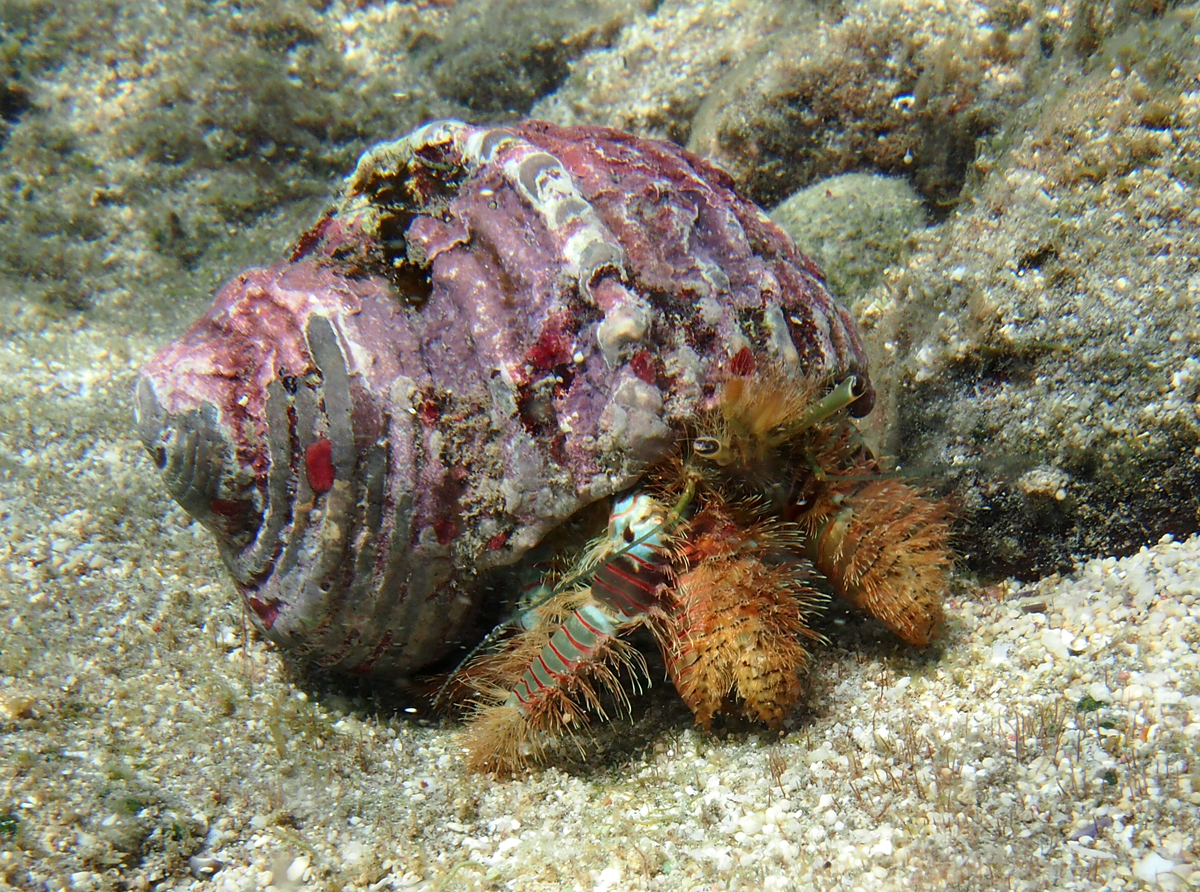
Aniculus ursus
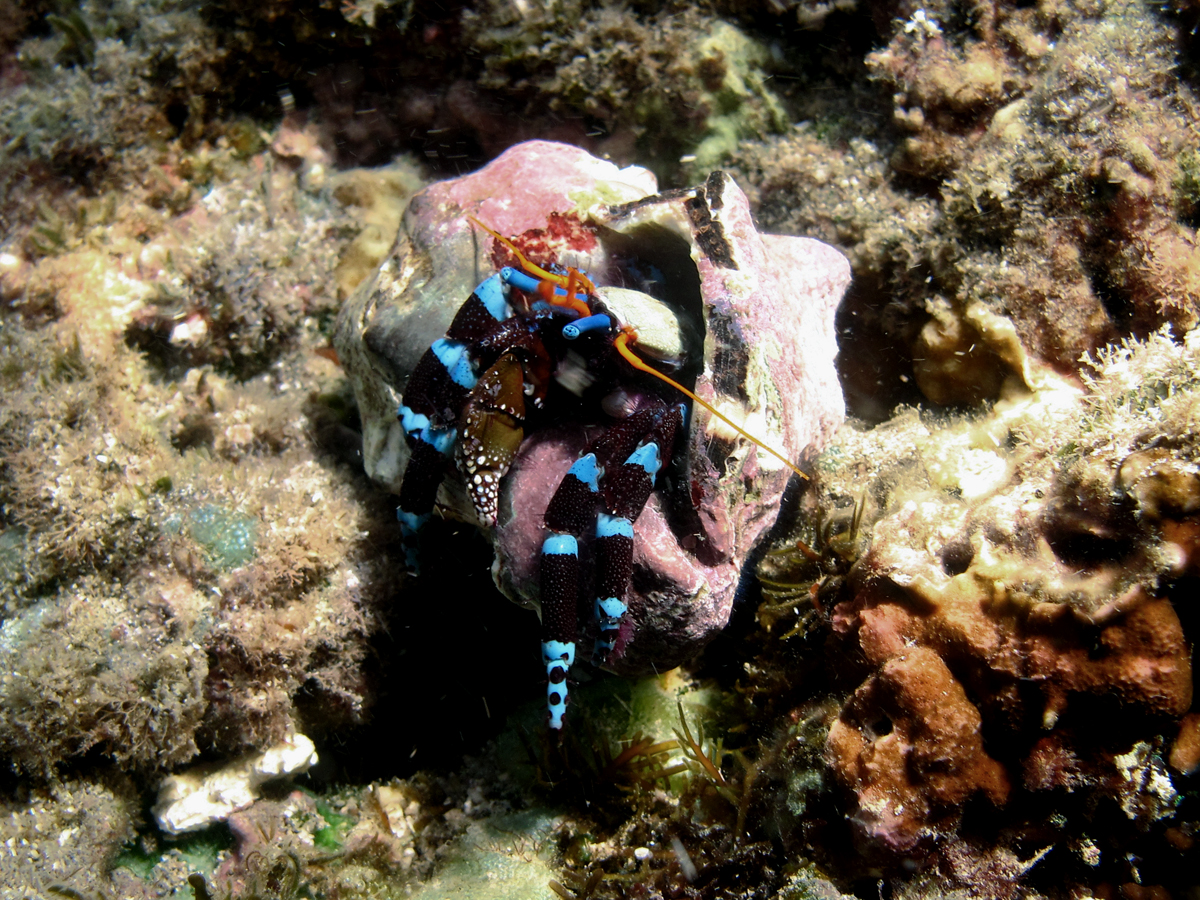
Calcinus elegans
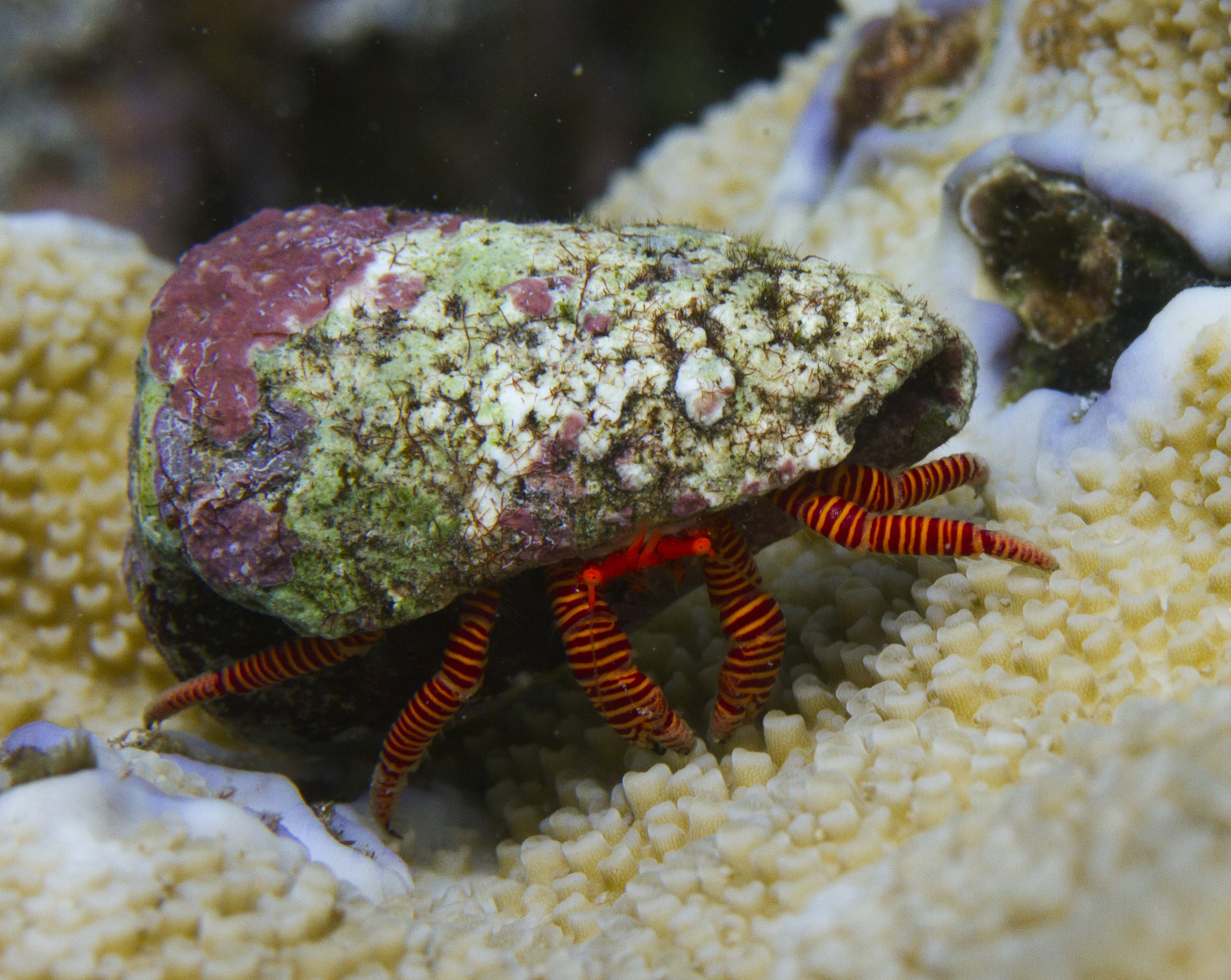
Ciliopagurus strigatus
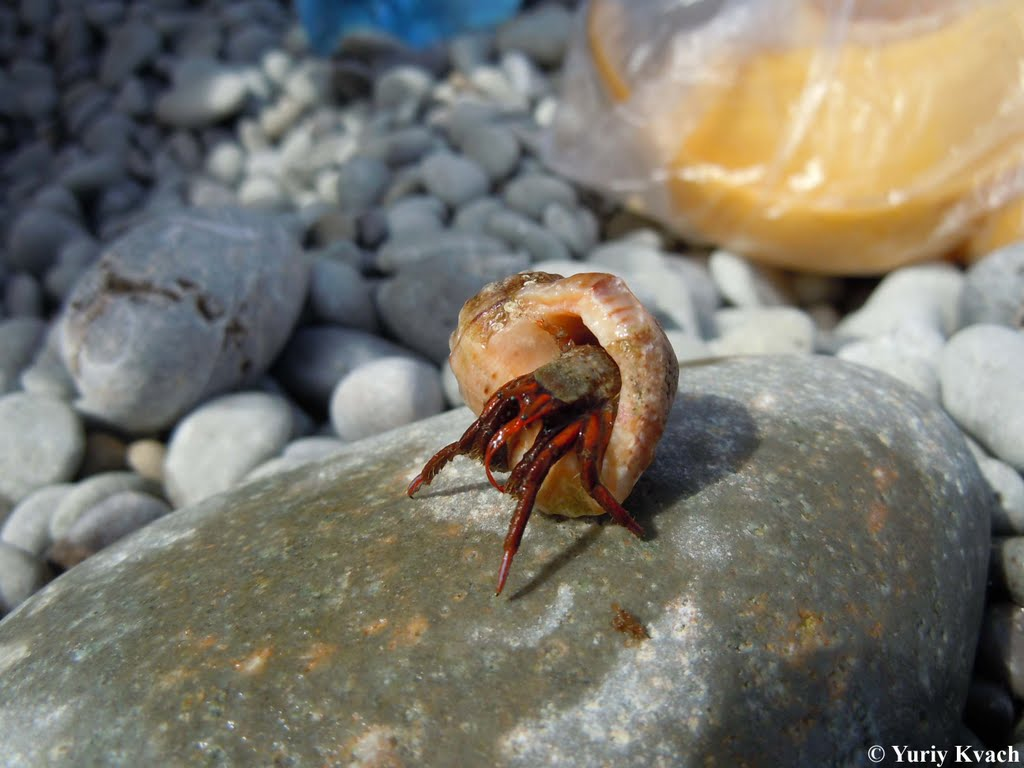
Clibanarius erythropus
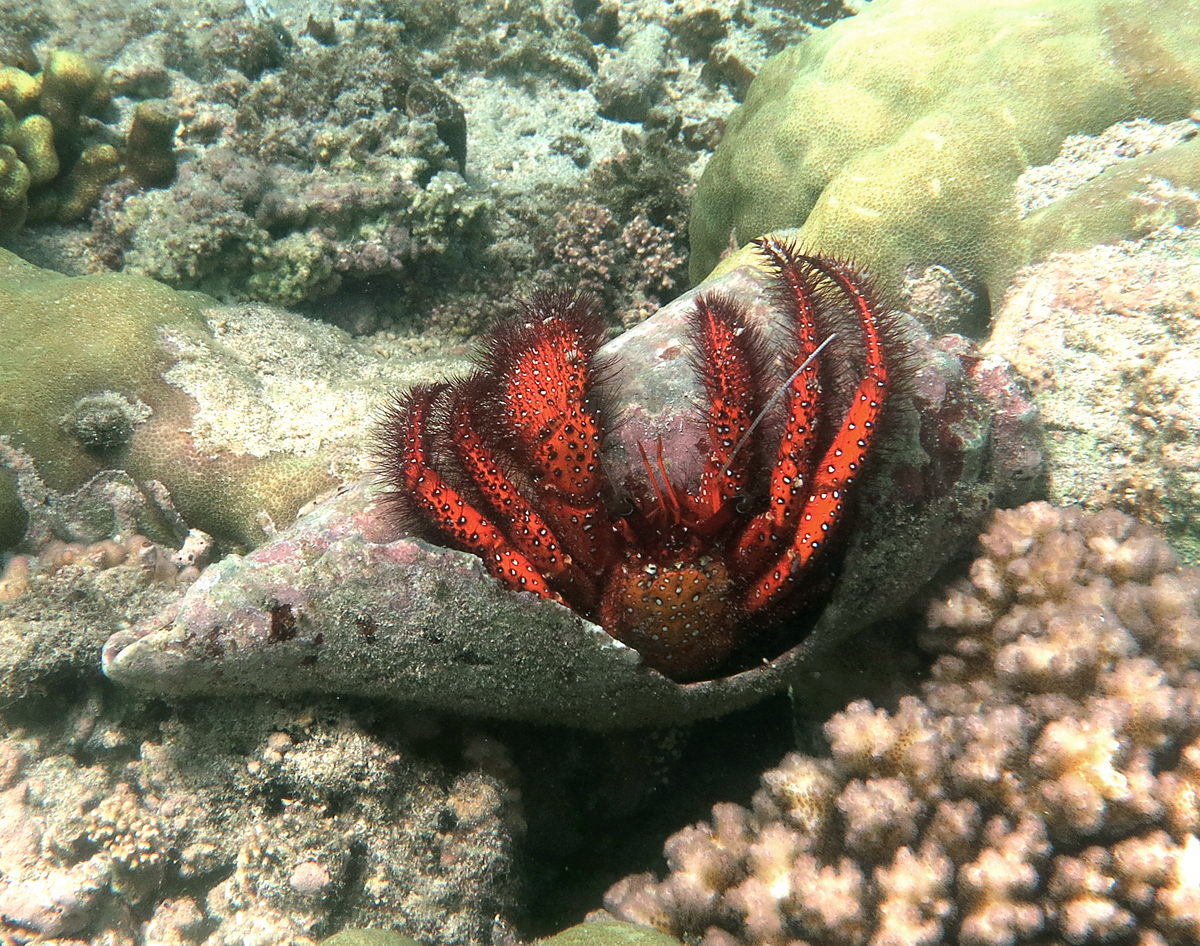
Dardanus megistos
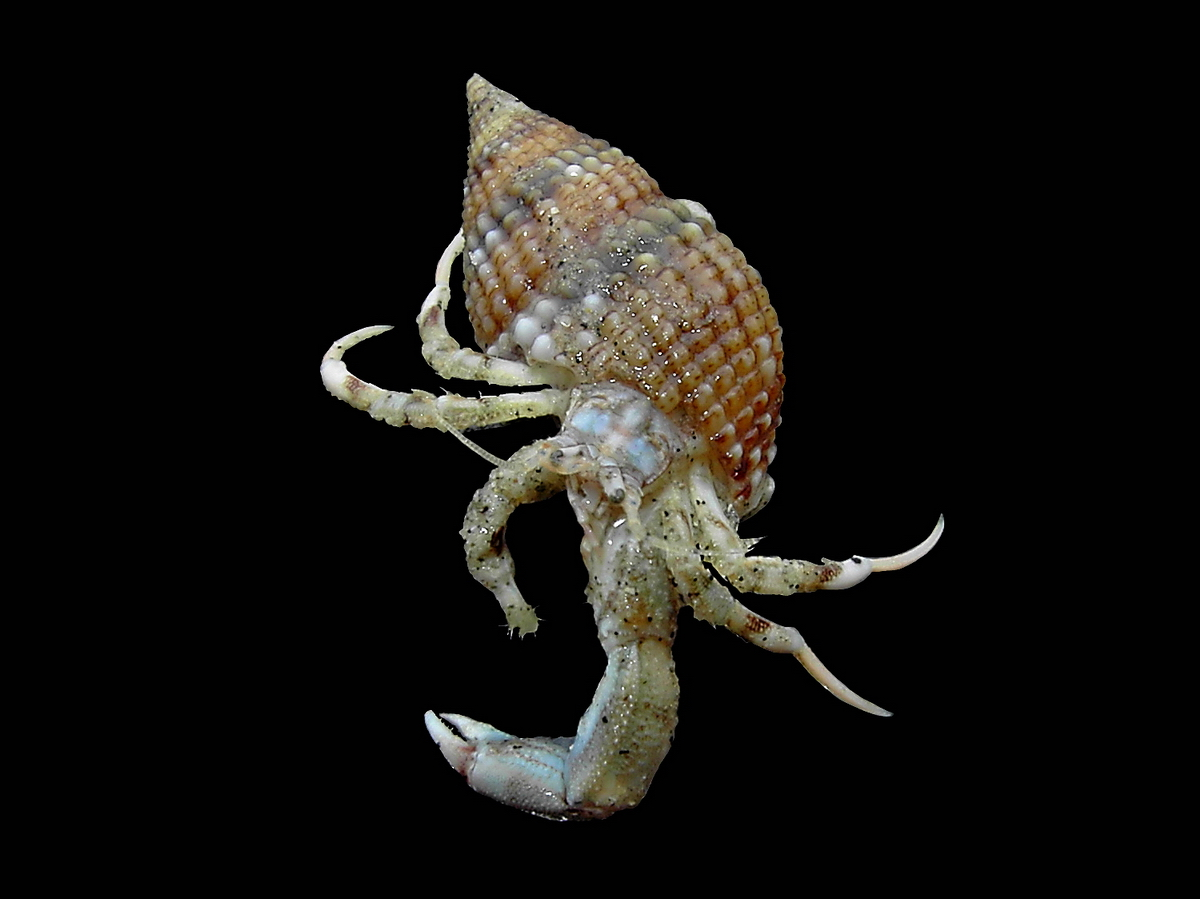
Diogenes pugilator
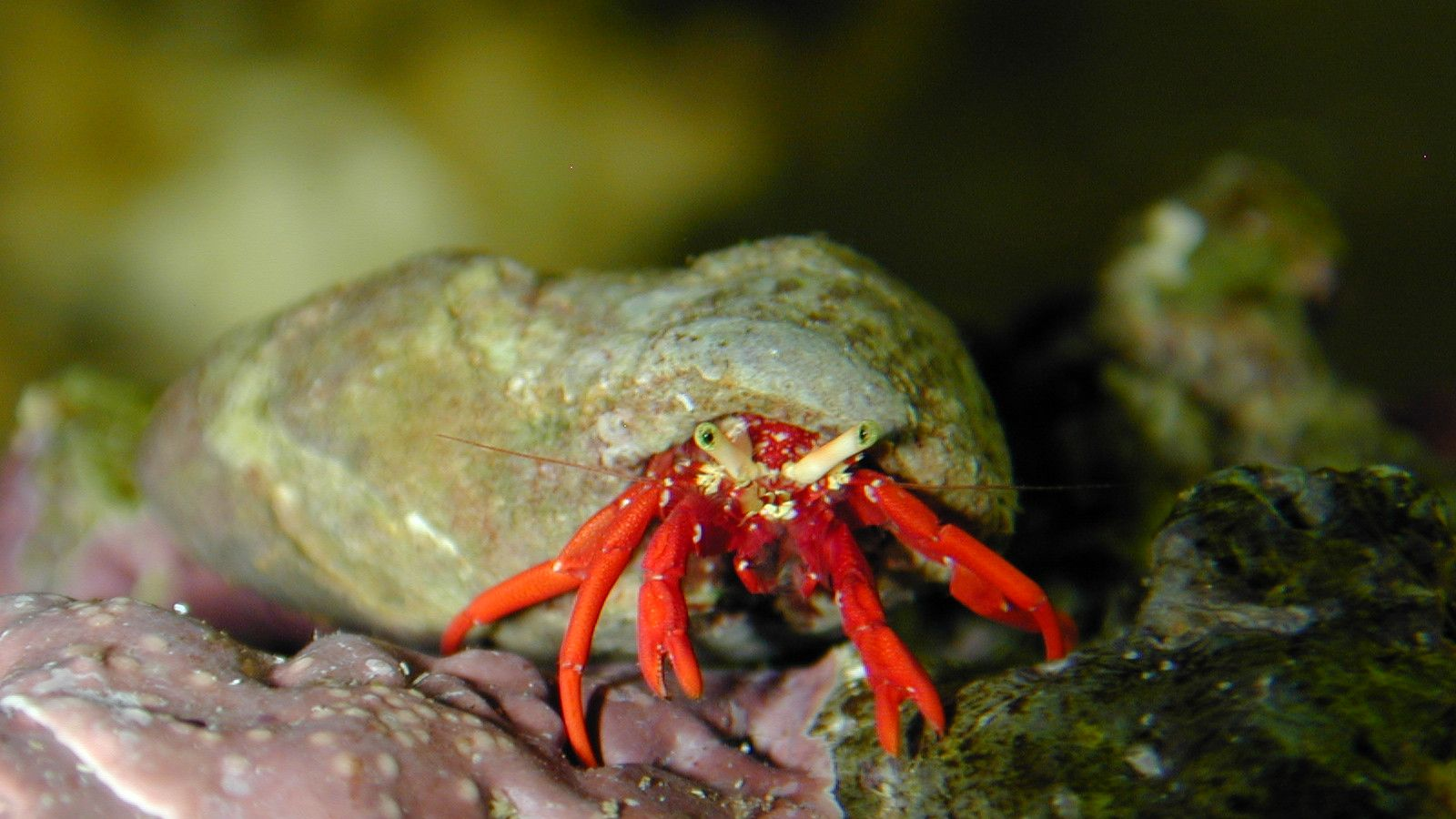
Paguristes cadenati
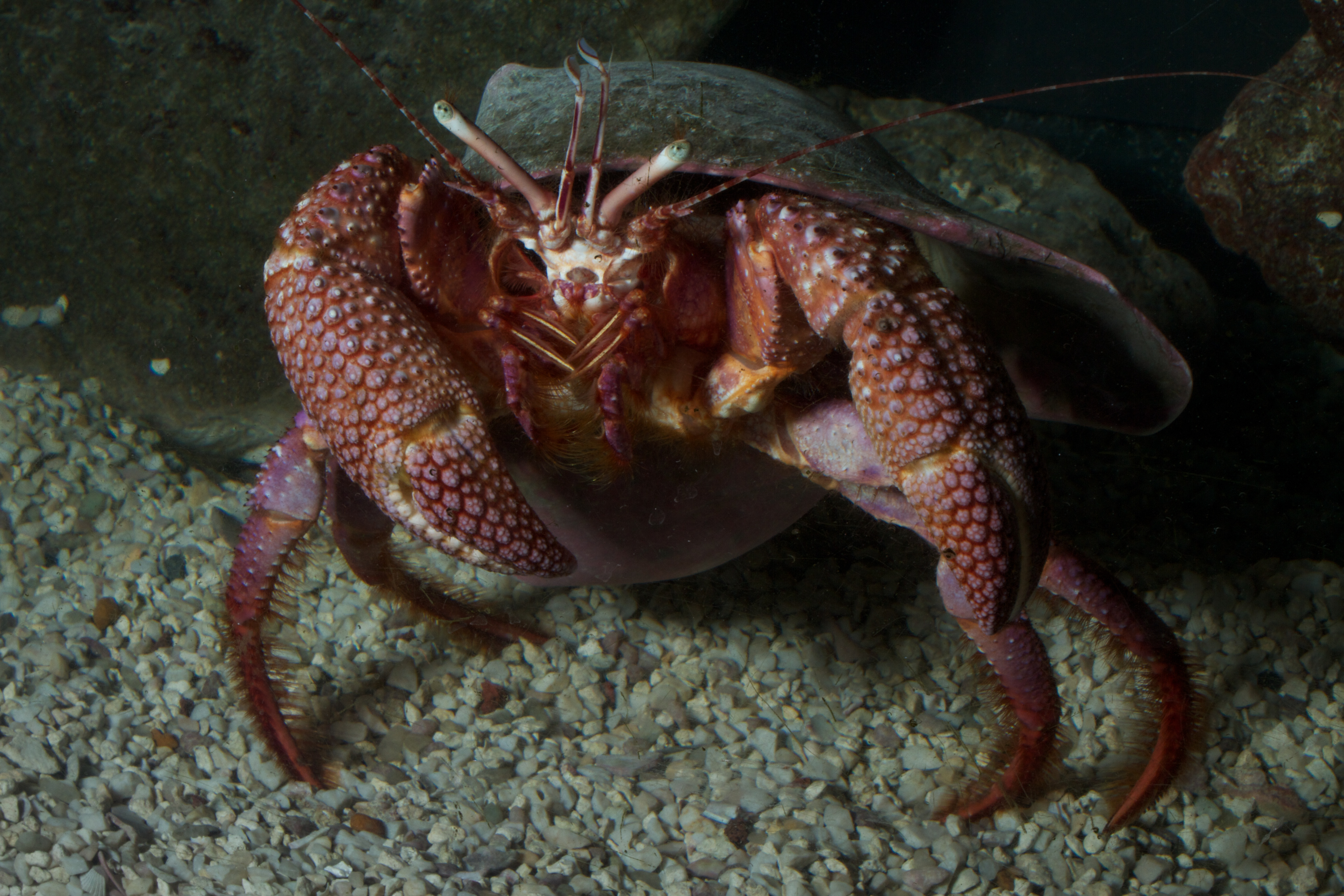
Petrochirus diogenes
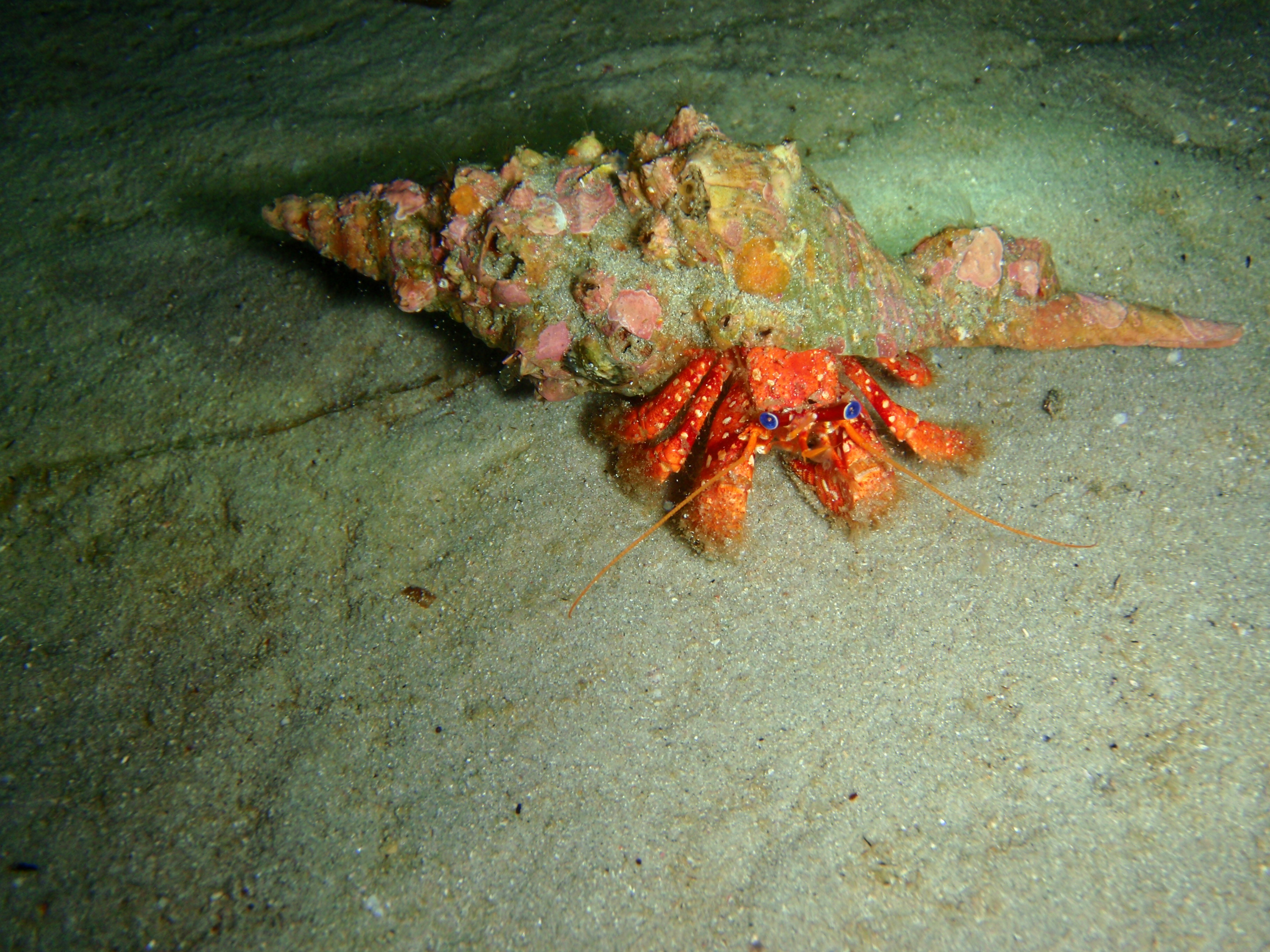
Strigopagurus strigimanus

## Origine du nom
Diogène de Sinope vivait dans une jarre. Les diogenidaes ont été nommées en référence comme Diogène à la coquille dans laquelle ils vivent.